# عمارة زائلة
العمارة الزائلة هي فن أو تقنية تصميم الهياكل المؤقتة وبنائها، تلك الهياكل التي لا تدوم إلا لمدة زمنية قصيرة. لطالما كان الفن الزائل أو المؤقت ثابتًا في تاريخ الهندسة المعمارية، على الرغم من أنه يجب التمييز بين الإنشاءات المصممة للاستخدام المؤقت، وتلك التي على الرغم من أنها مبنية مع أخذ المتانة بعين الاعتبار، إلا أنّ صلاحيتها تنتهي بعد مدة زمنية قصيرة بسبب عوامل مختلفة، لا سيما الجودة الرديئة للمواد (الخشب، الطوب، الجص، الورق المقوى، المنسوجات)، وذلك في الحضارات أو الثقافات التي لم تمتلك أنظمة بناء متينة ومتطورة بما فيه الكفاية.
استُخدمت العمارة الزائلة عادةً في الاحتفالات والمهرجانات بمختلف أنواعها، كتصوير المشاهد أو تجسيد مشهد مسرحي لحدثٍ معين، وتُفكك بعد انتهاء الحدث. وُجدت هذه العمارة منذ فن العالم القديم مثل قوس النصر، الذي ثُبّت نموذجه المؤقت في الإنشاءاتٍ الدائمة خلال زمن الإمبراطورية الرومانية، وكان هذا الفن شائعًا جدًا في البلاطات الملكية الأوروبية خلال عصر النهضة وخاصة في عصر الباروك.
على الرغم من الطابع الظرفي أو المرحلي لهذه العمارة، إلا أن هذا الأسلوب المؤقت كان أسلوبًا معماريًا متكررًا وذو صلة. أعطت كل حقبة زمنية، من تصوير المشاهد الباروكية إلى التركيبات المعاصرة في الحقبة الحديثة المتأخرة، شكلًا معينًا لفكرتها الخاصة عن الاحتفال وجسدتها بالتقنية المتاحة في وقتها. يستمر هذا النمط من العمارة اليوم في أداء هذه الوظائف التجريبية التمثيلية، لكنه يطمح أيضًا إلى توجيه أفكار جديدة نحو خلق مساحات عامة ومشاركة اجتماعية، في موقعٍ منتصف بين معالم المدينة والعالم الطبيعي.

## التصنيف
توجد سُبل مختلفة لإدراج العمارة الزائلة في السياق الاجتماعي: إما لأحداثٍ محددة (العمارة الزائلة التقليدية)، أو كأسلوب حياة (العمارة البدوية)، أو كمطلب لمجتمع يمنح التغيير قيمة كبيرة (العمارة الزائلة)، وأخيرًا كضرورة (عمارة الطوارئ).

### العمارة الزائلة التقليدية
هي العمارة الزائلة بسبب «مناسبة ما».

#### الحقبة القديمة
يوجد القليل من وثائق الأبنية المصممة لمدة زمنية مؤقتة، على العكس من ذلك، تتميز كل من العمارة في مصر القديمة والعمارة اليونانية والرومانية بنصبها التذكارية وحرصها طويل الأمد على إنشاءاتها، لا سيما الدينية منها. استُخدمت الإنشاءات المؤقتة بشكل خاص في الاحتفالات العامة والاحتفالات بالانتصارات العسكرية أو في الاحتفالات المتعلقة بالملوك والأباطرة. وبذلك، توجد شهادة قيّمة عن جناحٍ أقامه بطليموس الثاني ملك مصر للاحتفال بمأدبة كما روى أثينايوس:
كانت أربعة من الأعمدة على شكل أشجار نخيل، بينما كانت تلك الموجودة في الوسط أشبه بصولجان. يوجد خارج محيط الأعمدة من ثلاث جهات، رواق ببهو معمّد وسقف مقبب، حيث بالإمكان لحاشية الضيوف أن تقيم. في الداخل، كان السُرادِق محاطًا بستائر أرجوانية، باستثناء الفراغات بين الأعمدة، فكانت مزينة بجلود متنوعة وجميلة للغاية.
- عشاء السفسطائيين

#### الحقبة الحديثة المبكرة، عصر النهضة والباروك
أُنتج أروع ما في العمارة الزائلة في الحقبة الحديثة المبكرة، في عصر النهضة، وخاصةً في عصر الباروك، وهي عصور توطيد المَلَكيّة المطلقة، حين سعى الملوك الأوربيون إلى إعلاء صورتهم فوق صورة رعاياهم، مستعينين بجميع أنواع الأعمال الدعائية لتمجيد سلطتهم، في احتفالاتٍ سياسية ودينية أو احتفالاتٍ تمثيلية ادعائية لإظهار عظمة سلطانهم. كانت أقواس النصر من أكثر الموارد شيوعًا، وأقيمت في مناسبة أي حدث كالاحتفالات العسكرية أو حفلات الزفاف الملكية أو زيارات الملك إلى مدن مختلفة. توجد شهادات مختلفة في هذا الصدد، مثل قوس النصر عند باب سان دوني عند دخول هنري الثاني ملك فرنسا إلى باريس في عام 1549، قوس جسر نوتردام عند دخول شارل التاسع إلى باريس في عام 1571، قوس النصر لإمبراطور روما المقدس ماكسيمليان الأول الذي صممه آلبرخت دورر في عام 1513، قوس النصر لدخول شارلكان أو كارل الخامس في بروج في عام 1515، وقوس النصر لدخول الأمير فيليب (فيليب الثاني ملك إسبانيا المستقبلي) في غنت في عام 1549.. وما إلى ذلك.
عكس كل من الطابع الزخرفي المبتكر والسمة المبهرجة للفن، خلال عصر الباروك في هذا الوقت، إحساسًا عابرًا بالحياة، مرتبطًا بنوع من الأعمال الفنية المذكّرة بالموت، أو ما يُدعى ميمنتو موري، أي القيمة الزائلة للثروات في مواجهة حتمية الموت، بالتوازي مع الأسلوب التصويري لفن الغرور أو ما يعرف بمصطلح فانيتاس. قاد هذا الشعور إلى تقدير أكثر حيوية لزوال اللحظة، وذلك بهدف الاستمتاع بلحظات الاسترخاء الرهيفة التي توفرها الحياة أو الاحتفالات والأحداث المهيبة. لذا، كانت الولادات وحفلات الزفاف والاحتفالات الدينية والتتويج الملكي وغيرها من المناسبات الترفيهية أو الاحتفالية، تكتسي أبهة وحرفيّة ذات طابع تصوير مشهدي، فأُعدّت التجمعات العظيمة التي مزجت بين الهندسة المعمارية والزخارف لإضفاء روعة بليغة على أي احتفال، ما أصبح أشبه بعرض ذي طابع تنفيسي أو تطهيري تقريبًا، حيث اكتسب العنصر الوهمي الذي يموّه الحدود بين الواقع والخيال، أهمية خاصة.
سعى الفن الباروكي إلى خلق واقع بديل من خلال الخيال والوهم، واللجوء إلى الرسم المنظوري الوهمي، وهو اتجاه عُبّر عنه أقصى تعبير في الأعياد والاحتفالات التمثيلية، حيث تتحول الأبنية مثل الكنائس أو القصور، أو يصبح حي أو مدينة بأكملها، مسرحًا للحياة، في سيناريوهات اختلط فيها الواقع بالوهم، وقُوضّت الحواس بفعل الخداع والحيلة. لعبت الكنائس التابعة لحركة الإصلاح المضاد دورًا خاصًا، فسعت إلى إظهار تفوقها على الكنائس البروتستانتية من خلال الأبهة والروعة في أحداثٍ مثل قداس مهيب أو احتفالات إعلان القداسة أو يوبيلات أو مواكب أو احتفالات تنصيب بابوية. ولكن بنفس القدر من البذخ كانت كذلك الاحتفالات بالنظام الملكي والأرستقراطية، مثل التتويج وحفلات الزفاف والولادات الملكية والجنازات وزيارات السفراء وأي حدث يسمح للملك بإظهار قوته أمام إعجاب الشعب وانبهاره. تضمنت احتفالات عصر الباروك المزاوجة بين جميع الفنون، من الهندسة المعمارية والفنون التشكيلية إلى الشعر والموسيقى والرقص والمسرح والألعاب النارية وتنسيق الأزهار والألعاب المائية وما إلى ذلك. ساهم مهندسون معماريون من أمثال جان لورينزو برنيني أو بيترو دا كورتونا أو ألونسو كانو وسيباستيان هيريرا بارنويفو في إسبانيا، بمواهبهم في فعالياتٍ كتلك، وذلك من خلال تصميم الهياكل والرقصات والإضاءة وعناصر أخرى، كانت غالبًا بمثابة ميدان اختبار لمحاولات مستقبلية أكثر جدية. وهكذا فإن المظلة الفخمة التي استُخدمت عند تتويج القديسة إليزابيث من أراغون البرتغالية خدمت برنيني في تصميمه المستقبلي لمظلة تتويج القديس بطرس، وكان كوارانتوري (المسرح المقدس لليسوعيين) الذي صممه كارلو رينالدي نموذجًا فيما بعد لكنيسة سانتا ماريا في كامبيتيلي.